# Cunningham-Kette
Eine Cunningham-Kette (nach Allan Joseph Champneys Cunningham, englisch Cunningham chain, abgekürzt als CC) ist eine streng monoton wachsende endliche Folge {\displaystyle (a_{0},a_{1},\dotsc ,a_{k})} von Primzahlen mit speziellen Eigenschaften. Dabei gibt solche der ersten Art und solche der zweiten Art.
Eine Cunningham-Kette der ersten Art ist eine Folge {\displaystyle (a_{0},a_{1},\dotsc ,a_{k})} von Primzahlen, welche für einen Index {\displaystyle k\in \mathbb {N} } und eine Primzahl {\displaystyle p\in \mathbb {N} } die folgende Rekursionsvorschrift erfüllen:
{\displaystyle a_{0}=p\;,\quad a_{n+1}=2\!\cdot \!a_{n}+1\quad (n=0,1,\dotsc ,k-1)}.
Es handelt sich also um eine Folge, die mit {\displaystyle a_{0}=p\;,a_{1}=2p+1,\;,a_{2}=4p+3,\;\dotsc } beginnt. Die ersten {\displaystyle k} dieser Primzahlen einer Cunningham-Kette der ersten Art sind also Sophie-Germain-Primzahlen. Ein einfaches Beispiel hierfür ist etwa 2, 5, 11, 23, 47.
In ähnlicher Weise wird unter einer Cunningham-Kette der zweiten Art eine endliche Folge {\displaystyle (a_{0},a_{1},\dotsc ,a_{k})} von Primzahlen verstanden, welche die Rekursionsvorschrift
{\displaystyle a_{0}=p\;,\quad a_{n+1}=2\!\cdot \!a_{n}-1\quad (n=0,1,\dotsc ,k-1)}.
erfüllen. Zwei einfache Beispiele für Cunningham-Ketten der zweiten Art sind etwa die Folge 2, 3, 5 und die Folge 1531, 3061, 6121, 12241, 24481.
Die Zahl {\displaystyle k+1} bezeichnet man bei beiden Arten von Cunningham-Ketten als die Länge (englisch length) dieser (jeweiligen) Cunningham-Kette.
Die längste bislang bekannte Cunningham-Kette erster Art hat die Länge 17 und startet mit der Primzahl {\displaystyle a_{0}=2759832934171386593519}. Sie wurde von Jaroslaw Wróblewski im Mai 2008 gefunden.
Die erste Cunningham-Kette der zweiten Art der Länge 16 wurde im Dezember 1997 von Tony Forbes gefunden. Sie beginnt mit der Primzahl {\displaystyle a_{0}=3203000719597029781}. Im März 2014 fanden Raanan Chermoni und Jaroslaw Wróblewski sogar Cunningham-Ketten zweiter Art mit den Längen 18 und 19.

## Kryptographie
Cunningham-Ketten werden in der Kryptographie untersucht, da sie den Rahmen für eine Implementierung des Elgamal-Kryptosystems bieten, das als Elgamal-Verschlüsselungsverfahren und Elgamal-Signaturverfahren Anwendung findet.

## Tabellen mit Cunningham-Ketten

### Cunningham-Ketten der ersten Art mitkGliedern
| Kleinste Cunningham-Kette mit k Kettengliedern |                        |
| k                                              | p                      |
| 1                                              | 13                     |
| 2                                              | 3                      |
| 3                                              | 41                     |
| 4                                              | 509                    |
| 5                                              | 2                      |
| 6                                              | 89                     |
| 7                                              | 1.122.659              |
| 8                                              | 19.099.919             |
| 9                                              | 85.864.769             |
| 10                                             | 26.089.808.579         |
| 11                                             | 665.043.081.119        |
| 12                                             | 554.688.278.429        |
| 13                                             | 4.090.932.431.513.069  |
| 14                                             | 95.405.042.230.542.329 |

k=5:
| p      | 2p+1   | 4p+3    | 8p+7    | 16p+15  |
| ------ | ------ | ------- | ------- | ------- |
| 2      | 5      | 11      | 23      | 47      |
| 53639  | 107279 | 214559  | 429119  | 858239  |
| 53849  | 107699 | 215399  | 430799  | 861599  |
| 61409  | 122819 | 245639  | 491279  | 982559  |
| 66749  | 133499 | 266999  | 533999  | 1067999 |
| 143609 | 287219 | 574439  | 1148879 | 2297759 |
| 167729 | 335459 | 670919  | 1341839 | 2683679 |
| 186149 | 372299 | 744599  | 1489199 | 2978399 |
| 206369 | 412739 | 825479  | 1650959 | 3301919 |
| 268049 | 536099 | 1072199 | 2144399 | 4288799 |
| 296099 | 592199 | 1184399 | 2368799 | 4737599 |
| 340919 | 681839 | 1363679 | 2727359 | 5454719 |
| 422069 | 844139 | 1688279 | 3376559 | 6753119 |
| 446609 | 893219 | 1786439 | 3572879 | 7145759 |

k=6:
| p      | 2p+1   | 4p+3    | 8p+7    | 16p+15  | 32p+31   |
| ------ | ------ | ------- | ------- | ------- | -------- |
| 89     | 179    | 359     | 719     | 1439    | 2879     |
| 63419  | 126839 | 253679  | 507359  | 1014719 | 2029439  |
| 127139 | 254279 | 508559  | 1017119 | 2034239 | 4068479  |
| 405269 | 810539 | 1621079 | 3242159 | 6484319 | 25937279 |

### Cunningham-Ketten der zweiten Art mitkGliedern
| Kleinste Cunningham-Kette mit k Kettengliedern |      |
| k                                              | p    |
| 1                                              | 11   |
| 2                                              | 7    |
| 3                                              | 2    |
| 4                                              | 2131 |
| 5                                              | 1531 |

k=5:
| p      | 2p-1   | 4p-3   | 8p-7   | 16p-15  |
| ------ | ------ | ------ | ------ | ------- |
| 1531   | 3061   | 6121   | 12241  | 24481   |
| 6841   | 13681  | 27361  | 54721  | 109441  |
| 15391  | 30781  | 61561  | 123121 | 246241  |
| 44371  | 88741  | 177481 | 354961 | 709921  |
| 57991  | 115981 | 231961 | 463921 | 927841  |
| 83431  | 166861 | 333721 | 667441 | 1334881 |
| 105871 | 211741 | 423481 | 846961 | 1693921 |

k=7:
| p     | 2p-1  | 4p-3  | 8p-7   | 16p-15 | 32p-31 | 64p-63  |
| ----- | ----- | ----- | ------ | ------ | ------ | ------- |
| 16651 | 33301 | 66601 | 133201 | 266401 | 532801 | 1065601 |

## Eine verallgemeinerte Cunningham-Kette
Eine Folge von Primzahlen der Form: p, ap+b, a(ap+b)+b, ... mit festem a und festem b, die zueinander teilerfremd sind, nennt man eine verallgemeinerte Cunningham-Kette.
- Beispiele verallgemeinerter Cunningham-Ketten mit der Gliedzahl k=5

k=5:
| a | b | p    | a(p)+b = ap+b | a(ap+b)+b = a2p+ab+b | a(a2p+ab+b)+b = a3p+a2b+ab+b | a(a3p+a2b+ab+b)+b = a4p+a3b+a2b+ab+b |
| - | - | ---- | ------------- | -------------------- | ---------------------------- | ------------------------------------ |
| 3 | 2 | 1129 | 3389          | 10169                | 30509                        | 91529                                |
| 5 | 2 | 373  | 1867          | 9337                 | 46687                        | 233437                               |

## Offenes Problem
Sowohl für die Cunningham-Ketten der ersten Art als auch für die Cunningham-Ketten der zweiten Art ist es eine bislang ungeklärte Frage, ob zu jeder vorgegebenen Zahl {\displaystyle k\in \mathbb {N} } solche existieren, welche mindestens von der Länge  {\displaystyle k+1} sind.